# 塑料塑炼
塑料塑炼

## 塑炼的概念
塑炼是指在塑性状态下的聚合物与粉状、液状几纤维状固体物的塑性混合使其受热软化，并转变为粘流态的过程。

## 塑炼的设备
目前塑料塑炼采用的设备有：开放式双辊筒炼塑机，塑化挤出机和密炼机。

## PVC的塑炼原理[1]
PVC的塑炼实用的设备是双辊筒炼塑机，把PVC混合后放入在两个相向转动的平行加热辊筒上，通过两个辊筒的转动，物料在辊筒中由于速度不同产生了一个速度梯度，使辊筒对物料产生剪切力，依靠这种剪切力，物料进入到辊隙中，为了是剪切作用增大，使两辊的转速不等，这样就使的物料进入到辊隙中，受到很大的剪切力，再加上通过一定方法不断改变物料在辊隙中受到剪切力的方向，进行多次，即可达到塑炼的混合效果。

## 塑炼工艺[2]

### 投料的准备
聚合物在加入到料筒之前要进行过筛和吸磁处理，过筛的目的是为了除去一些杂质，保证物料的纯度以及尽量是物料的颗粒度均匀。吸磁处理是为了防止金属类物质的混入。
其他的添加剂在使用之前也需要经过一些处理，如混合之前要将增塑剂预热，采用一些对人体对环境无害的添加剂。
一次的投料量要控制适当，对于不同的双辊筒炼塑机，其投料量是不同的。

### 塑炼温度的控制
塑炼温度主要是根据物料的分解温度来设定的，物料是从辊筒加入的，辊筒的温度越高，则物料将会熔融，即物料与辊筒的接触面积大，附着力就越大，物料容易混合均匀，但是辊筒的温度不能过高，如果温度过高，物料有可能分解。而温度过低，在接触小，附着力小，混合不均与，不利于塑化。

### 塑炼时间的控制
塑炼的效果是和塑炼时间成正比的，塑炼的时间越长，即物料混合的越均匀，塑化效果越好，但时间过长，则会导致生产效率低，塑炼时间短，在物料混合不均与，效果不理想。根据不同物料选择不同的塑炼时间，合适的塑炼时间是塑炼效果的保证。

### 物料初步混合
初混合不是剧烈的混合，它是在聚合物熔点温度以下且在较小的剪切力下的混合。初混合的目的是为了在后来密炼机中的混合之前先进行一个混合，提高最终产品混合的均匀性。混合的过程是增加各组分的无规排列程度，是一个简单的混合。

### 初混物的塑炼
将初混物塑炼，而塑炼的目的是要增加其的可塑性，使各组分混合均匀。不同的塑料有其各自适宜的塑炼条件，主要的控制条件是：塑炼的温度、塑炼的时间和剪切应力。
塑炼的终点可以依靠物料的混合均匀性和分散的程度确定，也可以通过测定塑料试样的撕裂强度来确定。

## 热塑性塑料在两种注塑机中的塑炼过程[3]

### 热塑性塑料在螺杆式注塑机中的塑炼过程

#### 螺杆的作用
当物料加入的螺槽中后，通过螺杆的转动能使螺槽中的物料充分混合，均匀的混合可以是物料在料筒中加热的更均匀。由于螺槽的深度决定了塑炼能力，越深螺槽的螺杆，塑炼能力越高。螺杆越长，则整体在外部吸收的热量和自身产生的热量的传导效果好，塑炼能力越高，但是随着螺杆的长度增加，对设备的要求就增高了，故应综合考虑。同时螺杆的长径比对塑炼能力也是有影响的。

#### 螺槽中热塑性塑料的状态区域
热塑性塑料在料筒中根据状态可以分为三个区：处于固态区的热塑性塑料，已经熔化的物料与未熔化的固体粒子共存的过渡区，所有物料都熔化的粘流态区。

#### 热塑性塑料在螺杆料筒中加热过程的特点
前期阶段：物料从料筒中加入后，物料颗粒与料筒壁及螺杆之间存在摩擦而产生热。
中间阶段：已经熔化的物料与未熔化的固体粒子共同存在。
后期阶段：物料都熔化变成粘流态时，物料运动产生剪切应力进而产生热。

### 热塑性塑料在柱塞式注塑机中的塑炼过程

#### 加热系数及料筒的功能
由于热塑性塑料的导热系数小，加热困难。导热系数较大的热塑性塑料，有较大的塑炼能力。注塑机料筒的功能，是将加热热塑性塑料使其到能利用柱塞产生的压力进行充模的温度。温度的波动随加热系数的增加而减小。

#### 加热料筒的塑炼能力及影响因素
加热料筒的塑炼能力和注塑周期决定了整个注塑机的生产能力，料筒的尺寸、结构、物料在料筒中的停留时间都会影响加热料筒的塑炼能力。

#### 热塑性塑料在加热料筒中的运动
物料从料筒中加入后，在向前推进中不断受热熔化，且会受到一定的阻力，导致柱塞传入模的压力下降。由此可知，在加热料筒中存在两个区域：料筒前部的物料粘流区和料筒后部的物料运动区。